# Энкхорн, Паскаль
Паскаль Энкхорн (нидерл. Pascal Eenkhoorn; род. 8 февраля 1997 в Генемёйдене, Нидерланды) — голландский профессиональный шоссейный велогонщик, выступающий за команду мирового тура «Lotto NL-Jumbo».

## Карьера
В 2016-2017 годах выступал за американскую молодёжную команду BMC Development Team. На 2018-2020 годы подписал контракт с Lotto NL-Jumbo. В декабре 2017 года вместе с Хуаном Хосе Лобато и Антваном Толхуком Хуаном был отстранён на 2 месяца своей командой за нарушение внутренних правил. У них были обнаружены лекарственные препараты – снотворное – не относящиеся к запрещённым препаратам, но не предписанные медиками команды.

## Достижения
2015
2-й Париж — Рубе U19
2016
Тур Берлина
1-й  Молодёжная классификация
1-й Пролог (КГ)
2-й Чемпионат Нидерландов U23 в индивид. гонке
2017
1-й  Олимпия Тур
1-й  Молодёжная классификация
1-й Пролог
1-й  Молодёжная классификация Тур Нормандии
2-й Чемпионат Нидерландов U23 в индивид. гонке
2-й Рона-Альпы Изер Тур
1-й  Молодёжная классификация
2018
1-й Этап 3 Классика Колорадо
1-й Этап 1 Неделя Коппи и Бартали
1-й  Спринтерская классификация Тур Альп